# Anda Kûitse

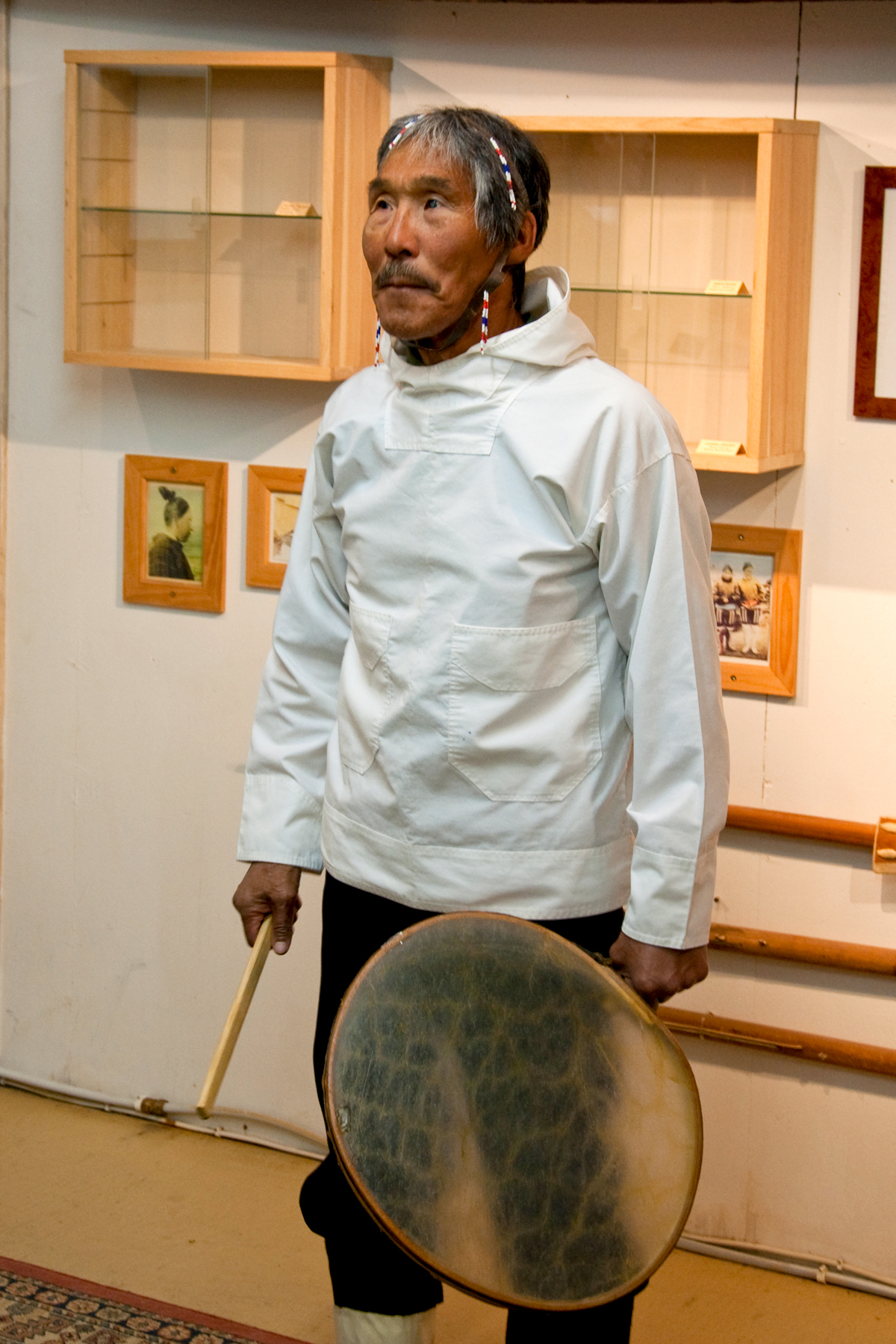
Anda Kûitse (2010)

Anda Kûitse [anˈta ˈkuːit͡sːi] (* 1951 in Kulusuk; † 21. September 2019) war ein grönländischer Trommeltänzer.

## Leben

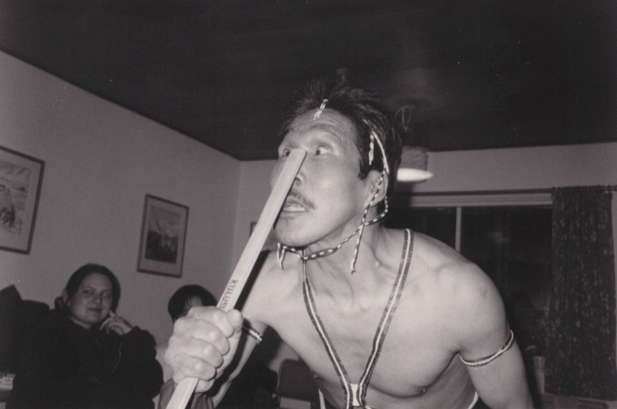
Anda Kûitse (1998)

Anda Kûitse war eines von vierzehn Kindern von Vilhelm Kûitse (1897–1966) und seiner zweiten Frau Milka „Miilikka“ Tûkula (1909–?). Seine Großeltern waren Kûitse, getauft Sejer (1876–?) und Kajãtilik, getauft Theodosia (1872–?) sowie Tûkula, getauft Kora (1882–?) und Tusiagteĸ, getauft Drusilla (1889–?). Seine ältere Schwester war die Trommeltänzerin Anna Kûitse Thastum (1942–2012).
Der Tunumeer Anda stammt aus einer langen Reihe von Schamanen und auch beide seine Eltern waren Trommeltänzer gewesen. 1972 versuchte sich Anda erstmals selbst als Trommeltänzer. Er schuf nie neue Lieder, sondern sang nur die, die er von seinem Vater gehört hatte und trug so dazu bei, dass diese Lieder nicht ausstarben. Anda Kûitse trat lokal wie auch international auf, spielte vor Touristen und auf Kulturveranstaltungen und lehrte den Trommeltanz weiter. Er galt als bedeutendster Trommeltänzer des Landes und setzte sich stark gegen das Aussterben dieser Tradition ein. Anda Kûitse starb 2019 im Alter von 68 Jahren und hinterließ zehn Kinder.